# Jekatierina Poistogowa
Jekatierina Iwanowna Poistogowa z domu Zawjałowa, ros. Екатерина Ивановна Поистогова (ur. 1 marca 1991 w Niżnym Nowogrodzie) – rosyjska lekkoatletka specjalizująca się w biegu na 800 metrów.
W 2007 odpadła w eliminacjach mistrzostw świata juniorów młodszych w Ostrawie. Rok później podczas mistrzostw świata juniorów w Bydgoszczy również zakończyła swój start na etapie półfinału. W 2009 roku zdobyła brązowy medal mistrzostw Europy juniorów w Nowym Sadzie. W 2010 roku w Moncton na mistrzostwach świata juniorów zajęła 8. miejsce w finale. Największy dotychczasowy sukces odniosła w 2012 roku podczas igrzysk olimpijskich w Londynie, gdzie wywalczyła brązowy medal. Rok później zajęła 5. miejsce podczas mistrzostw świata w Moskwie. Czwarta zawodniczka mistrzostw Europy w Zurychu (2014).
Jej mąż – Stiepan także jest lekkoatletą specjalizującym się w biegu na 800 metrów.
Rekordy życiowe: stadion – 1:57,53 (11 sierpnia 2012, Londyn); hala – 2:00,73 (22 lutego 2012, Moskwa).